# آن استالیبراس
آن استالیبراس (انگلیسی: Anne Stallybrass؛ زادهٔ دسامبر ۱۹۳۸) بازیگر اهل بریتانیا است.
از فیلم‌ها یا مجموعه‌های تلویزیونی که وی در آن‌ها نقش داشته است، می‌توان به پوآرو اشاره نمود.